# Коси (Тексас)
Коси (енгл. Kosse) град је у америчкој савезној држави Тексас. По попису становништва из 2010. у њему је живело 464 становника.

## Демографија
Према попису становништва из 2010. у граду је живело 464 становника, што је 33 (6,6%) становника мање него 2000. године.
| Група             | 2000.       | 2010.       |
| Белци             | 345 (69,4%) | 363 (78,2%) |
| Афроамериканци    | 91 (18,3%)  | 50 (10,8%)  |
| Азијати           | 1 (0,2%)    | 2 (0,4%)    |
| Хиспаноамериканци | 53 (10,7%)  | 41 (8,8%)   |
| Укупно            | 497         | 464         |